# Déméndi László
Déméndi László, Demjéni vagy Vayai († 1382. március 23. előtt) magyar katolikus főpap, udvari orvos.

## Életet
I. Károly Róbert király magával hozta Nápolyból orvosát, Benedeket, és neki adományozta Deméndet (Hont vármegye), innen a család neve. László szintén orvos, kalocsai kanonok. 1367-ben Nagy Lajos magyar király neki adta a nyitrai püspökség javadalmát azzal a kötelezettséggel, hogy három éven belül szenteltesse magát püspökké, ami meg is történt.
A Magyar Archontológiában – mint Demjéni László – 1367. július 29. és 1372. október 27. között nyitrai megyés püspök. Innen áthelyezték a veszprémi egyházmegye élére, melyet 1377. október 2-ig irányított. 1378. január 4-től már váradi megyés püspök. Egy oklevél tanúsága szerint püspökként is megtartotta – Nagy Lajos király mellett – orvosi tisztét.
További sorsa bizonytalan, mert 1382. február 10-én még a püspökök sorában olvasható a neve, de március 23-án a váradi püspöki szék már üres.